# Barsine (dona de Memnó de Rodes)
Barsine (en grec antic Βαρσίνη) era una filla d'Artabazos II, sàtrapa de Dascilios i dona de Memnó de Rodes.
L'any 334 aC, quan Alexandre el Gran va envair territori persa, Memnó va enviar a Barsine i al seu fill a la cort de Darios III de Pèrsia Codomà, com a ostatges de la seva fidelitat. Al 333 aC quan Damasc va ser ocupada pels macedonis, Barsine va caure a les seves mans i Alexandre el Gran hi va tenir un fill que es va dir Hèracles.
A la mort d'Alexandre, el 323 aC l'almirall Nearc va demanar que Hèracles fos proclamat rei però no fou escoltat. A partir dels relats de Diodor de Sicília i de l'historiador Justí, sembla que Barsine va viure amb Hèracles a Pèrgam fins al 309 aC quan Polispercó els va cridar suposadament per proclamar rei a Hèracles, però instigat per Cassandre, els va fer matar a ambdós. Plutarc menciona una germana seva també anomenada Barsine que va donar en matrimoni a Èumenes de Càrdia en les grans noces col·lectives que va celebrar a Susa.